# Hella (motorfiets)
Hella is een Duits historisch merk van motorfietsen.
De bedrijfsnaam was: Hella Aktiengesellschaft für Motorenbau, later Hella motoren GmbH, München.
Hella begon al in 1921 met de productie van lichte 147- en 183cc-tweetaktmotortjes. Voor Duitse begrippen was dat kort na de Eerste Wereldoorlog, want in 1923 volgde er een stroom van honderden kleine bedrijfjes die zich bijna allemaal richtten op de markt voor goedkope vervoermiddelen. De concurrentie was enorm en in 1924 moest Hella de productie staken.